# Ophiomastix koehleri
Ophiomastix koehleri is een slangster uit de familie Ophiocomidae.
De wetenschappelijke naam van de soort werd in 1977 gepubliceerd door Devaney.